# Vlad Voiculescu (economist)
Vlad Vasile Voiculescu (n. 6 septembrie 1983, Brănești, România) este un politician și economist român, fost ministru al Sănătății în Guvernul Florin Cîțu și în Guvernul Dacian Cioloș.
În 2024, a fost ales europarlamentar pentru România din partea Uniunii Salvați România (USR).

## Biografie
Vlad Voiculescu s-a născut la data de 6 septembrie 1983 în comuna Brănești din județul Dâmbovița. Mama sa a fost învățătoare în comuna natală, iar tatăl său a fost vicecampion național la înot, monitor de schi și profesor de sport în Brănești. Bunica maternă a fost infirmieră, cea paternă a fost chimistă, bunicul matern a fost măcelar, iar cel patern a fost veteran al celui de-Al Doilea Război Mondial și lider minor de sindicat în județul Galați.

### Educație
Vlad Voiculescu a absolvit liceul din Pucioasa, județul Dâmbovița, în anul 2001. În același an, a început studiul la Universitatea de Economie din Viena (Wirtschaftsuniversität Wien) și a finalizat cursurile în anul 2011. Voiculescu a primit diploma de master în științe sociale și economice în anul 2011, primind punctajul maxim pentru disertația sa intitulată „Dinamica pieței muncii în tranziția României spre economia de piață”.

## Activitate profesională
Între 2001 și 2015, Voiculescu a locuit în Viena și a lucrat în domeniul finanțelor, mai întâi pentru Dexia Kommunalkredit, între 2005 și 2007, pentru Volksbank între 2007 și 2010, și pentru Erste Bank între 2010 și 2015. A administrat proiecte internaționale de investiții în infrastructura de sănătate, energie și transport în Europa Centrală și Europa de Est. Voiculescu a fost vicepreședinte al European Cancer Patient Coalition, membru al grupului pentru dreptul pacienților din cadrul European Society of Medical Oncology și membru în consiliul de administrație al Asociației Române Împotriva Leucemiei.

### Rețeaua Citostaticelor
În anul 2009, Vlad Voiculescu, a pus bazele unei asocieri de voluntari care importau neoficial medicamente esențiale, absente de pe piața din România, la momentul respectiv. Datorită faptului că majoritatea medicamentelor erau destinate bolnavilor de cancer, asocierea a fost botezată de presă „Rețeaua Citostaticelor”. Existența rețelei a devenit cunoscută în spațiul public în anul 2012, în urma unui articol publicat de către Vlad Mixich pe site-ul de știri HotNews.
Din Rețeaua Citostaticelor au făcut parte inițial, alături de Voiculescu, trei alte persoane. Cei patru primeau solicitări de medicamente esențiale de la pacienți români, achiziționau medicamentele din fondurile proprii dintr-o farmacie vieneză, le transportau în România și recuperau valoarea achiziției de la pacient fără a solicita comision. În anii ce au urmat, Rețeaua s-a dezvoltat, a continuat să recruteze voluntari și a construit un site pe care pacienții puteau solicita medicamentele necesare. La apogeu, din Rețeaua Citostaticelor făceau parte 400 de voluntari, iar medicamentele erau aduse din mai multe țări europene, în special din Austria și Ungaria.
Apariția în spațiul public al activității Rețelei Citostaticelor a fost inițial criticată autoritățile Române, ministrul Sănătății de atunci, Eugen Nicolăescu, acuzându-i pe voluntari de interese speciale. Cu toate astea, activitatea Rețelei a reușit să stimuleze schimbarea legislației privind achiziționarea medicamentelor esențiale în România. Ca urmare a remedierii lipsei acute de medicamente esențiale în România, Rețeaua Citostaticelor și-a încheiat activitatea în anul 2014.
Documentarul „Rețeaua”, regizat de Claudiu Mitcu și cosponsorizat de HBO România, a prezentat activitatea voluntarilor, de la formarea asocierii în anul 2009, până la încetarea activității.

### Asociația MagiCAMP
În iunie 2013, alături de jurnalista Melania Medeleanu și artista Andreea Brînzoiu, Voiculescu a fost unul dintre fondatorii Ascoiației MagiCAMP, o organizație neguvernamentală înființată cu scopul de a susține copiii bolnavi de cancer din România. Inițial, Asociația MagiCAMP a oferit tabere gratuite copiilor cu afecțiuni oncologice din România, cu supervizare medicală și îndrumare psihologică, ulterior, incluzând și copii care au suferit arsuri grave sau care au pierdut un membru al familiei. Taberele se desfășoară în Brănești, comuna natală a lui Voiculescu, pe un deal pe care acesta se juca în copilărie, cumpărat de el și tatăl său special pentru organizarea taberelor.
Asociația MagiCAMP este o organizație non-profit care funcționează cu ajutorul donațiilor cetățenilor și prin sprijinul companiilor din mediul privat.

## Activitate politică

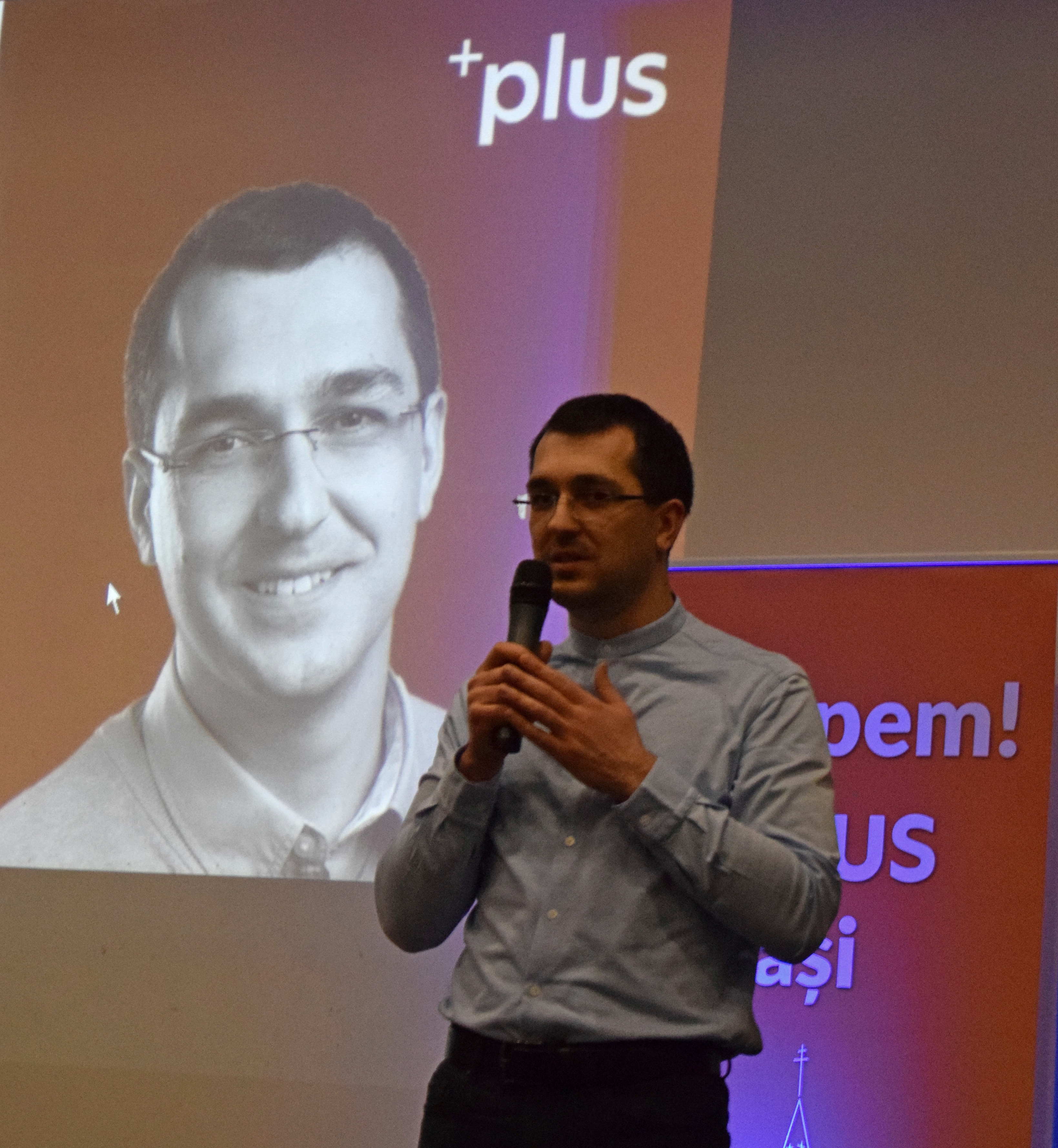
Vlad Voiculescu la o întâlnire cu membrii și simpatizanții PLUS.

Vlad Voiculescu și-a început cariera politică ca independent, ocupând funcția de director de cabinet al ministrului Finanțelor Publice între lunile ianuarie și mai ale anului 2016. În această perioadă, Voiculescu a fost subordonat Ancăi Paliu Dragu, ministrul de Finanțe al guvernului tehnocrat condus de către Dacian Cioloș.

### Ministru al Sănătății în Guvernul Cioloș
La data de 20 mai 2016, Voiculescu îl înlocuiește ca ministru al Sănătății pe Patriciu Achimaș-Cadariu, în urma demisiei acestuia. Vlad Voiculescu își încheie primul mandat de ministru la data de 4 ianuarie 2017 și este urmat de Florian Dorel Bodog, când Guvernul Dacian Cioloș este înlocuit de către Guvernul Sorin Grindeanu.
Deși a ocupat funcția de ministru al Sănătății pentru puțin peste jumătate de an și nu a avut susținerea parlamentului, Voiculescu a încercat să impună mai multe reforme ale sistemului de sănătate din România.

#### Reforma conducerii spitalelor
Prin ordonanța de urgență numărul 79 din 2016, Ministerul Sănătății condus de Vlad Voiculescu a încercat să reducă politizarea conducerilor spitalelor de stat, făcând imposibilă ocuparea posturilor de conducere de către persoane afiliate politic. și organizarea de concursuri transparente pentru aceste funcții. Ordonanța impunea înăsprirea criteriilor de incompatibilitate pentru ocuparea funcțiilor de conducere din spitale și extinderea definiției conflictului de interese pentru persoanele care ocupau acele funcții. Din cauza lipsei de susținere din partea parlamentului controlat de coaliția condusă de Partidul Social Democrat, reforma propusă a fost semnificativ redusă ca amploare, singura prevedere majoră intrată în vigoare fiind cea de liberalizare a concursurilor pentru posturile de manager de spital.

#### Legea vaccinării
În contextul unor epidemii de rujeolă din ce în ce mai severe, ministerul Sănătății condus de Vlad Voiculescu propune o nouă lege a vaccinării care ar fi obligat statul Român să asigure un stoc permanent de vaccinuri și să informeze populația în legătură cu beneficiile și posibilele efecte secundare ale vaccinurilor. De asemenea, ar fi obligat părinții să stabilească un plan de vaccinare pentru copiii împreună cu medicul de familie. Vaccinarea copiilor nu ar fi fost obligatorie, dar ar fi existat penalități pentru refuzul de a consulta medicul de familie înainte de a refuza vaccinarea. Deși proiectul legii vaccinării a fost terminat în timpul primului mandat al lui Voiculescu la ministerul Sănătății, acesta nu a fost adoptat în parlament nici de legislatura din perioada 2012-2016, nici de cea din perioada 2016-2020.

### Partidului Libertate, Unitate și Solidaritate
În anul 2018, Vlad Voiculescu, alături de fostul premier Dacian Cioloș și mai mulți membri ai guvernului condus de acesta, a devenit cofondator al Partidului Libertate, Unitate și Solidaritate (PLUS). În cadrul alegerilor locale din 2020, Voiculescu a fost desemnat candidat la Primăria București din partea PLUS. În urma formării Alianței USR-PLUS, Voiculescu renunță la candidatură în favoarea lui Nicușor Dan, candidatul susținut de către Uniunea Salvați România și Partidul Național Liberal.

### Ministru al sănătății în Guvernul Cîțu
La data de 23 decembrie 2020, Vlad Voiculescu a fost numit în postul de ministru al sănătății în Guvernul Florin Cîțu, în contextul pandemiei COVID-19. La data de 14 aprilie 2021 a fost demis de Florin Cîțu.